# Gaspar Zarrías
Gaspar Carlos Zarrías Arévalo (Madrid, 30 de abril de 1955), conocido como Gaspar Zarrías, es un político español, miembro del Partido Socialista Obrero Español. Está casado y tiene dos hijos. Fue secretario de Ciudad y Política Municipal del PSOE. En 2016 fue imputado por el caso de los ERE en Andalucía. El día 26 de julio del 2022, el Tribunal Supremo confirmó la sentencia de la Audiencia Provincial de Sevilla, en la que se le condenó a nueve años de inhabilitación especial por un delito continuado de prevaricación.

## Trayectoria política en Andalucía
Aunque nacido en Madrid, su familia proviene de la localidad jienense de Cazalilla. Licenciado en Derecho por la Universidad Complutense de Madrid, ejerció como abogado en los sectores del Derecho Penal y Laboral. Ingresó en el PSOE en 1972. Fue diputado del Parlamento de Andalucía por la provincia de Jaén desde su primera legislatura, en 1982, siendo reelegido por la misma circunscripción en 1986, 1990, 1994, 1996, 2000, 2004 y 2008. Fue concejal del municipio de Cazalilla (Jaén) durante un breve periodo en 1995. Fue nombrado consejero de la Presidencia de la Junta de Andalucía en febrero de 1988, hasta julio de 1990, durante la presidencia de José Rodríguez de la Borbolla. Después fue designado senador por el Parlamento de Andalucía durante III Legislatura. En 1995 fue nombrado por el presidente Manuel Chaves consejero de Industria, Turismo y Comercio, manteniéndose hasta 1996. En abril de 1996 vuelve a ser consejero de la Presidencia durante el gobierno de Manuel Chaves, y tras las elecciones autonómicas de 2008 adquiere la condición de vicepresidente primero de la Junta de Andalucía, cargo que compagina con la Consejería de Presidencia.

### Presidencia en funciones de la Junta de Andalucía
El 7 de abril de 2009 se convirtió en presidente en funciones de la Junta de Andalucía, tras la dimisión de Manuel Chaves para ocupar el puesto de vicepresidente tercero del Gobierno de España encargado de Política Territorial, hasta el nombramiento del nuevo presidente de la comunidad autónoma andaluza, José Antonio Griñán, el 23 de abril de 2009.

## Secretario de Estado
El 24 de abril de 2009 es nombrado secretario de Estado de Cooperación Territorial en el Ministerio de Política Territorial, cargo que ocupó hasta diciembre de 2011. Fue secretario general del PSOE de Jaén entre 1994 y 2010 y desde febrero de 2010 es nombrado secretario de Relaciones Institucionales y Política Autonómica en la Ejecutiva Federal del PSOE.

## Cargos desempeñados
- Concejal del Ayuntamiento de Cazalilla.
- Diputado por la provincia de Jaén en el Parlamento de Andalucía (1982-2009).
- Consejero de Presidencia de Andalucía (1988-1990).
- Senador designado por el Parlamento de Andalucía (1990-1994).
- Secretario general del PSOE de Jaén (1994-2010).
- Consejero de Industria, Turismo y Comercio de la Junta de Andalucía (1995-1996).
- Consejero de Presidencia de Andalucía (1996-2009).
- Vicepresidente primero de la Junta de Andalucía (2008-2009).
- Presidente en funciones de la Junta de Andalucía (2009).
- Secretario de Estado de Cooperación Territorial de España (2009-2011).
- Secretario de Política Autonómica del PSOE (2010-2012).
- Diputado por la provincia de Jaén en el Congreso de los Diputados (2011-2015).
- Secretario de Ciudades y Política Municipal del PSOE (2012-2014).

## Caso ERE
Gaspar Zarrías ha sido condenado a 9 años de inhabilitación especial por prevaricación en el Caso ERE en Andalucía.